# 折田涼夏
折田 涼夏（おりた りょうか、2004年〈平成16年〉7月20日 - ）は、日本のインフルエンサー、女性モデル、YouTuber、TikToker。北海道出身（「北海道観光応援隊」に就任）。Uniiique所属。

## 経歴
中学生の頃より、数十万のフォロワーを抱えるインフルエンサーとして活動。さらに配信番組出演がきっかけで見出され、以後ファッションや広告などのモデルに起用される。
芸能事務所については、以前はCARAFULに所属。その後はフリーランスを経て、2022年9月から芸能プロダクション「Uniiique」（ユニーク）に所属。
Z総研『Z世代が選ぶトレンドランキング』に2半期連続でランクイン。

## 人物
特技はダンス。趣味はファッション、服屋巡りなど。
学歴は、以下の通りになっている。
 出身小学校　札幌市立元町北小学校
 出身中学校　札幌市立栄南中学校

## 出演

### 番組
- 今日、好きになりました。第38弾 朝顔編（2021年9月13日 - 10月11日、AbemaTV）
- 今日、好きになりました。第51弾 卒業編2023（2023年2月20日 - 3月27日、AbemaTV）[3]
- ばかやろうのキス（2022年8月6日 - 、日本テレビ） - 女子高校生 役
- アッコにおまかせ!（2023年2月19日、TBSテレビ）
- 超ハイテンションクッキング!!!（2024年、AbemaTV）
- 知って得する！健康クラス〜人生100年時代にいきる授業〜（2024年、AbemaTV）
- ハイティーン・バイブル」（2024年、AbemaTV）
- #だってヒロインじゃない（2024年、フジテレビ）
- 本日も絶体絶命。（2024年、日本テレビ）
- Like ME Project（2024年/2023年、AbemaTV）
- 今田耕司のネタバレMTG（2023年、読売テレビ）
- ポシュレPresents BUTSUYOKU LAB.（2023年、日本テレビ）
- 新発見!! エネルギー教室（2023年、AbemaTV）
- いっとこ！（2022年・2023年、北海道文化放送）
- ひまつぶ荘（2022年、日本テレビ）
- Cheeky‘s a Go Go！（2022年、BSよしもと）

### CM・広告・イメージモデル
- IGNIS iO「ビタフルピューレ」PV（2022年9月OA、アルビオン）[4]
- 「振袖TEENS supported by ジョイフル恵利」（2023年・2024年）[5][6]
- ロート製薬「素肌みたいな恋がしたい」（2023年）[7]
- 「#さぁ、なにやる青春！」（2024年、KDDI）
- 「明治バレンタイン」CM（2024年、明治）
- 「シアーオ・レ」「透明感クリームソーダ」「ヨギッシュソーダ！」イメージモデル（2023年・2024年、アサヒ飲料）
- 「mammaruショコラ」「U&Iグミ」イメージモデル（2024年、ノースカラーズ）
- 「SABON ホリデースペシャルムービー」イメージモデル（2022年）
- 株式会社クロスアイ プロモーションCM（2024年）

### ファッションショー
- 札幌コレクション
- 関西コレクション
- TGC WAKAYAMA
- TGC teen
- 超十代 –ULTRA TEENS FES–
- シンデレラフェス

### MV
- 清水翔太「Side Dish」（2023年）
- マルシィ「ミックス」（2023年）
- 星乃夢奈「好きすぎてムカつくバースデイ」（2023年）
- sanetii「寵愛族」（2024年）

### その他
- 超十代チャンネル レギュラー（2023年・2024年）
- バンタンクリエイターアカデミー特別講師（2024年）

## 書籍

### スタイルブック
- 「なついろ。」（2024年7月18日、宝島社）ISBN 978-4299055330